# TAC Colombia

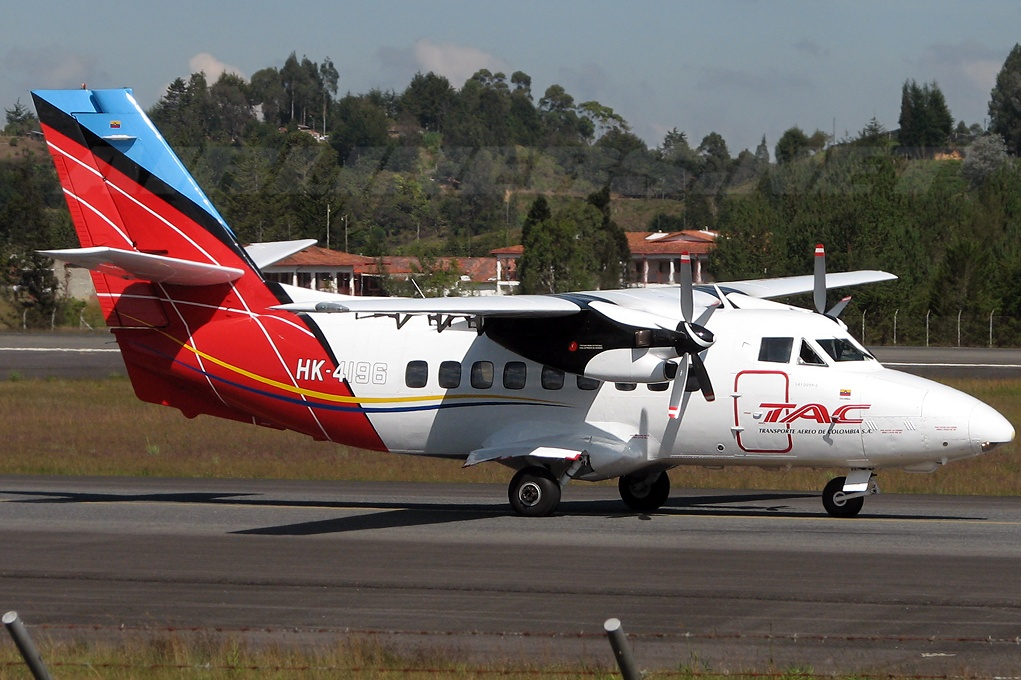
Let-410 авиакомпании TAC Colombia в международном аэропорту имени Хосе Марии Кордовы

Transporte Aéreo de Colombia, действующая как TAC Colombia, — чартерная авиакомпания Колумбии со штаб-квартирой в городе Кали, работающая на региональных авиалиниях страны.
Портом приписки авиакомпании является международный аэропорт имени Альфонсо Бонилья Арагона в Кали, в качестве других транзитных узлов (хабов) перевозчик использует порт приписки, международный аэропорт Эль-Дорадо в Боготе и аэропорт имени Энрике Олая Эрреры в Медельине.

## История
Авиакомпания Taxi Aereo de Caldas была основана в 1995 году.
В 2009 году компания была переименована в Transporte Aéreo de Colombia.

## Флот
В мае 2010 года воздушный флот авиакомпании TAC Colombia составляли следующие самолёты:

## Авиапроисшествия
- 14 декабря 1977 года. Самолёт Vickers Viscount (регистрационный HK-1267) получил повреждения на стоянке в международном аэропорту Пало-Негро (Букараманга)[1].
- 26 июня 2009 года. Let-410 (регистрационный HK-4094) при посадке в аэропорту Эль-Караньо выкатился за пределы взлётно-посадочной полосы. На борту находились 18 пассажиров и 3 члена экипажа, о пострадавших не сообщалось[2].